# Autochton bipunctatus
Autochton bipunctatus är en fjärilsart som beskrevs av Gmelin 1790. Autochton bipunctatus ingår i släktet Autochton och familjen tjockhuvuden. Inga underarter finns listade i Catalogue of Life.